# Monopoli
Monopoli je město v italském kraji Apulie, v provincii Bari. Město leží v jihovýchodní části Itálie, na pobřeží Jaderského moře. Je vzdálené 45 km jihovýchodně od hlavního města a centra kraje Apulie Bari. Žije zde okolo 50 000 obyvatel.

## Město a památky
Středem města je náměstí Piazza Vittorio Emanuele II. Východně od tohoto náměstí leží historická část města s přístavem. Hlavními památkami jsou katedrála Madonna della Madia založená v roce 1107 na místě původního kostela, v letech 1742 - 72 barokně přestavěna. Budova má tři lodě, délku 64 m a výšku 31 m. Druhou hlavní stavbou je přístavní opevnění Castello di Carlo V z roku 1522. Cílem pevnosti bylo chránit vstup do přístavu. Staré město představuje síť úzkých uliček, jedním z hlavních náměstí je Piazza Palmieri.
Monopoli je bohaté na sakrální stavby, najdeme zde více než dvacet kostelů. K dalším významným náleží San Martino, San Francesco D'Assisi, San Domenico. 5 km jihovýchodně od Monopoli leží pobřežní opevnění Castello di Santo Stefano založené roku 1086.

### Fotogalerie

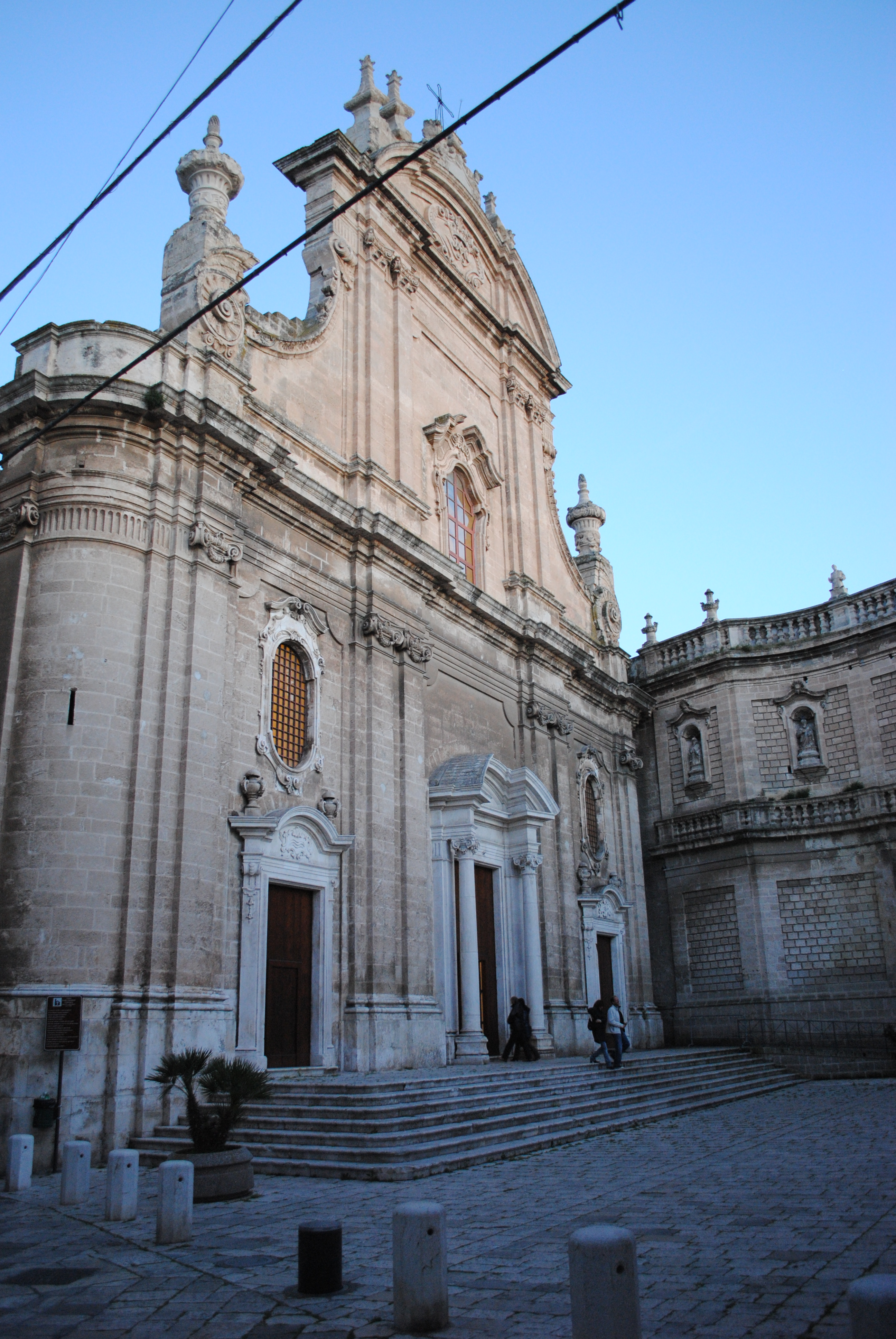
katedrála Monopoli
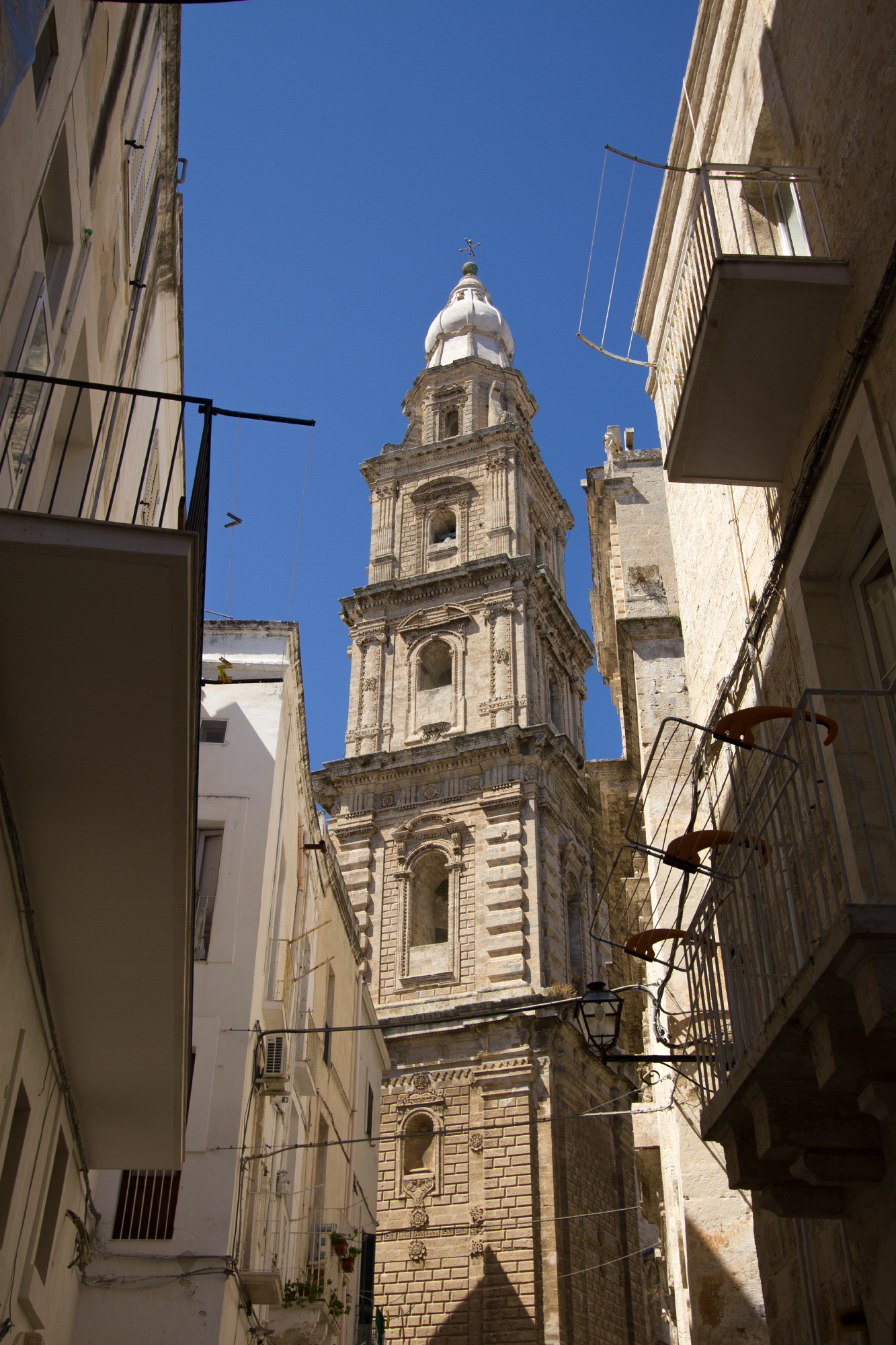
zvonice katedrály
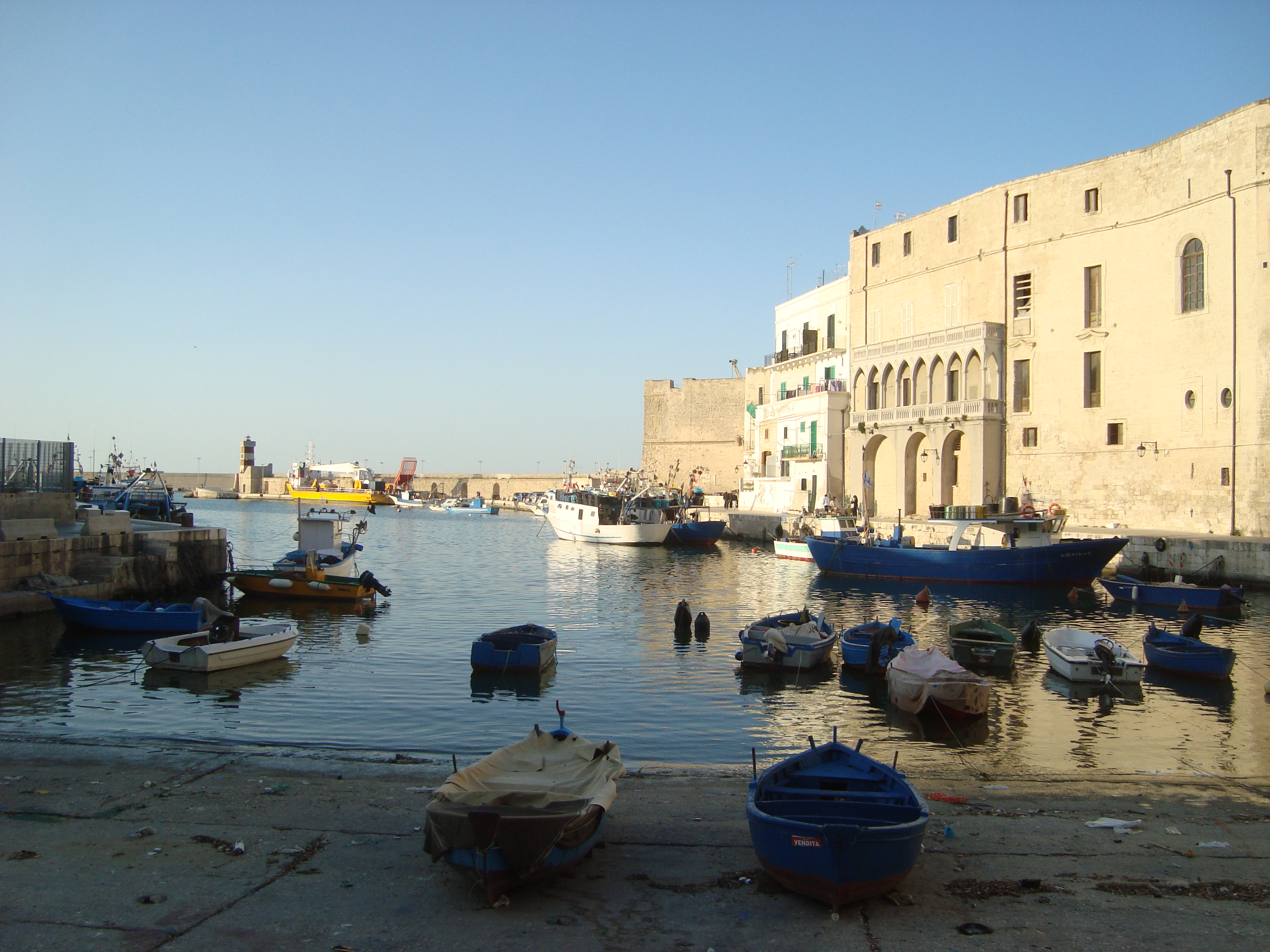
přístav
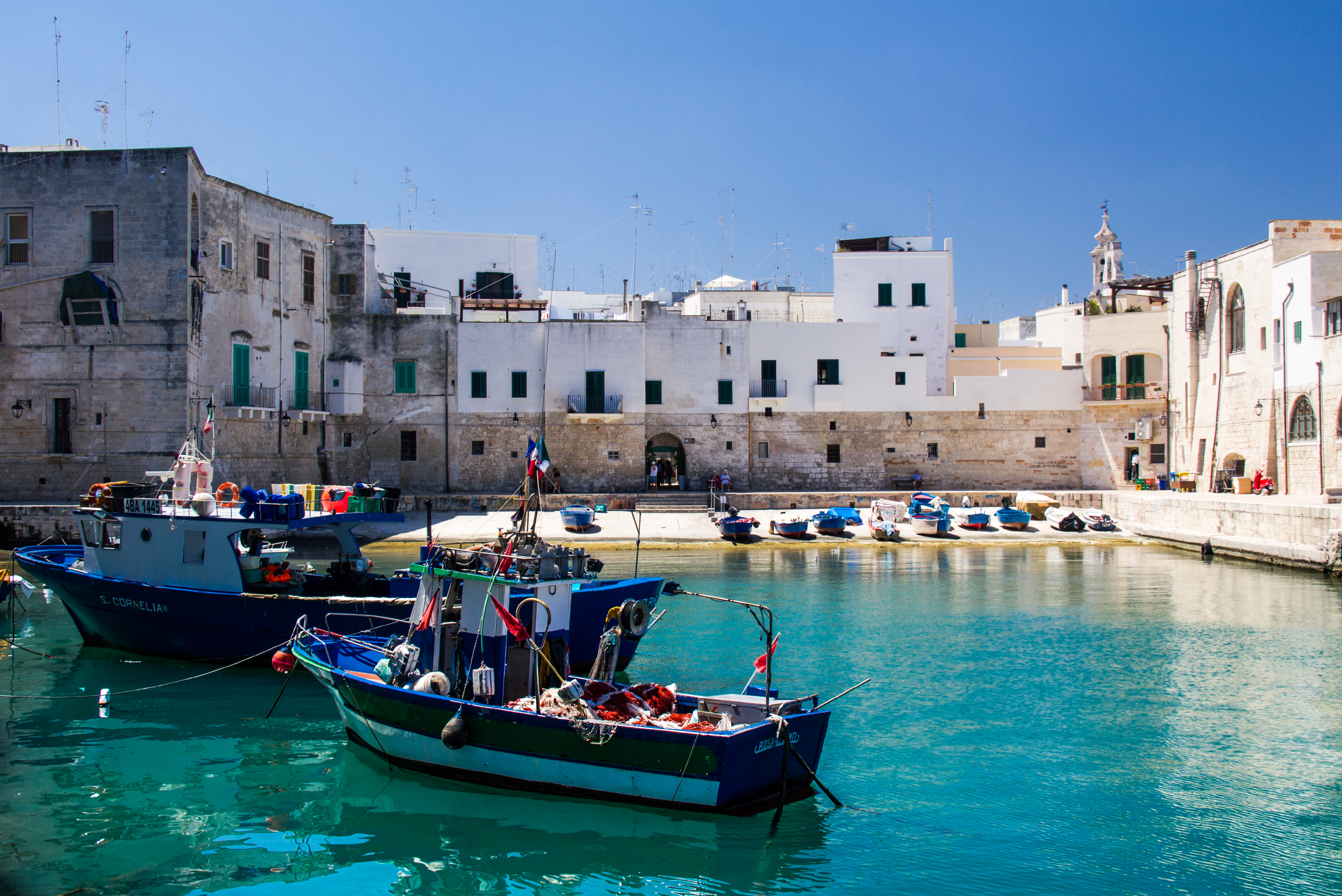
přístav
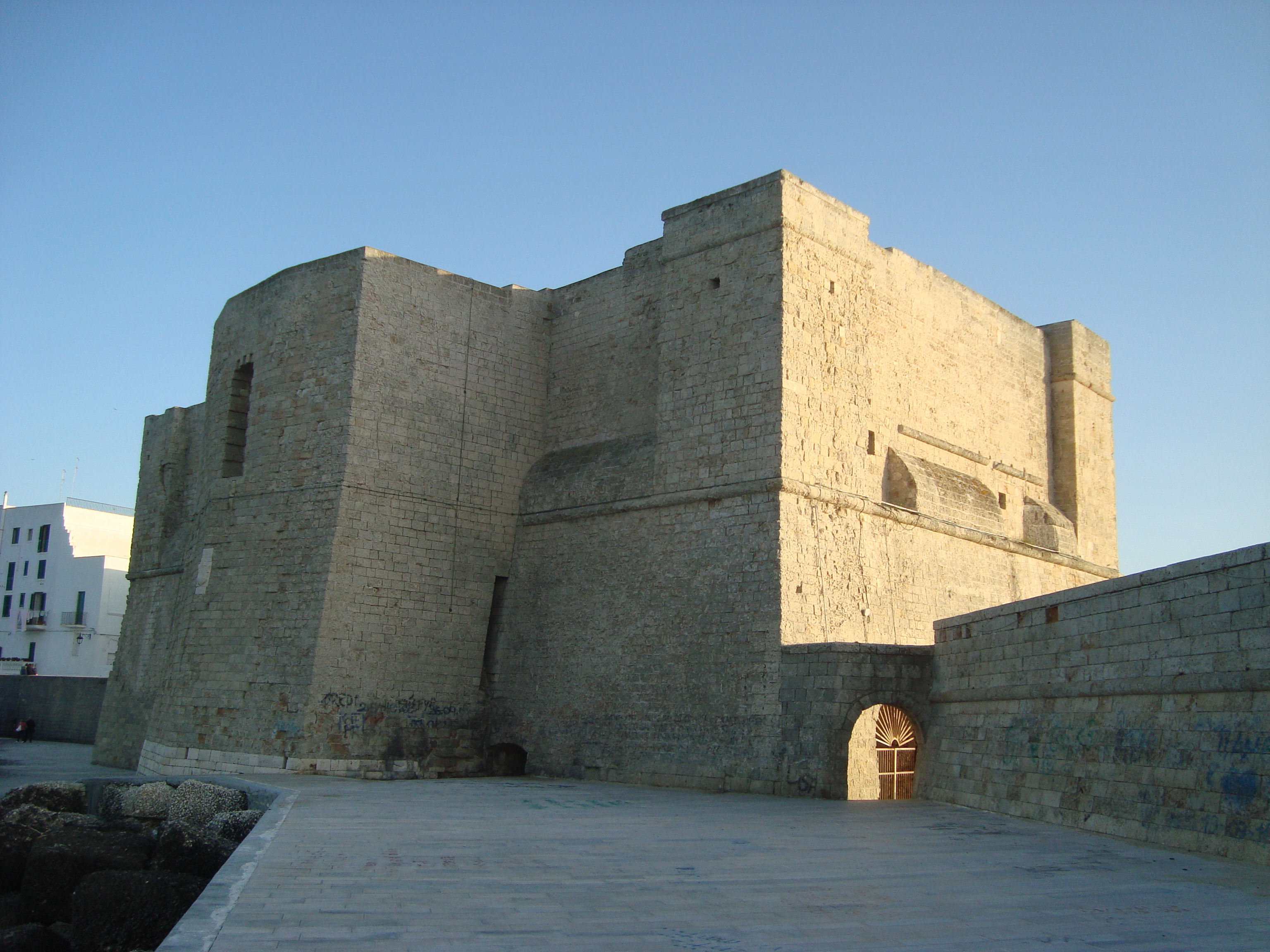
opevnění Castello di Carlo V
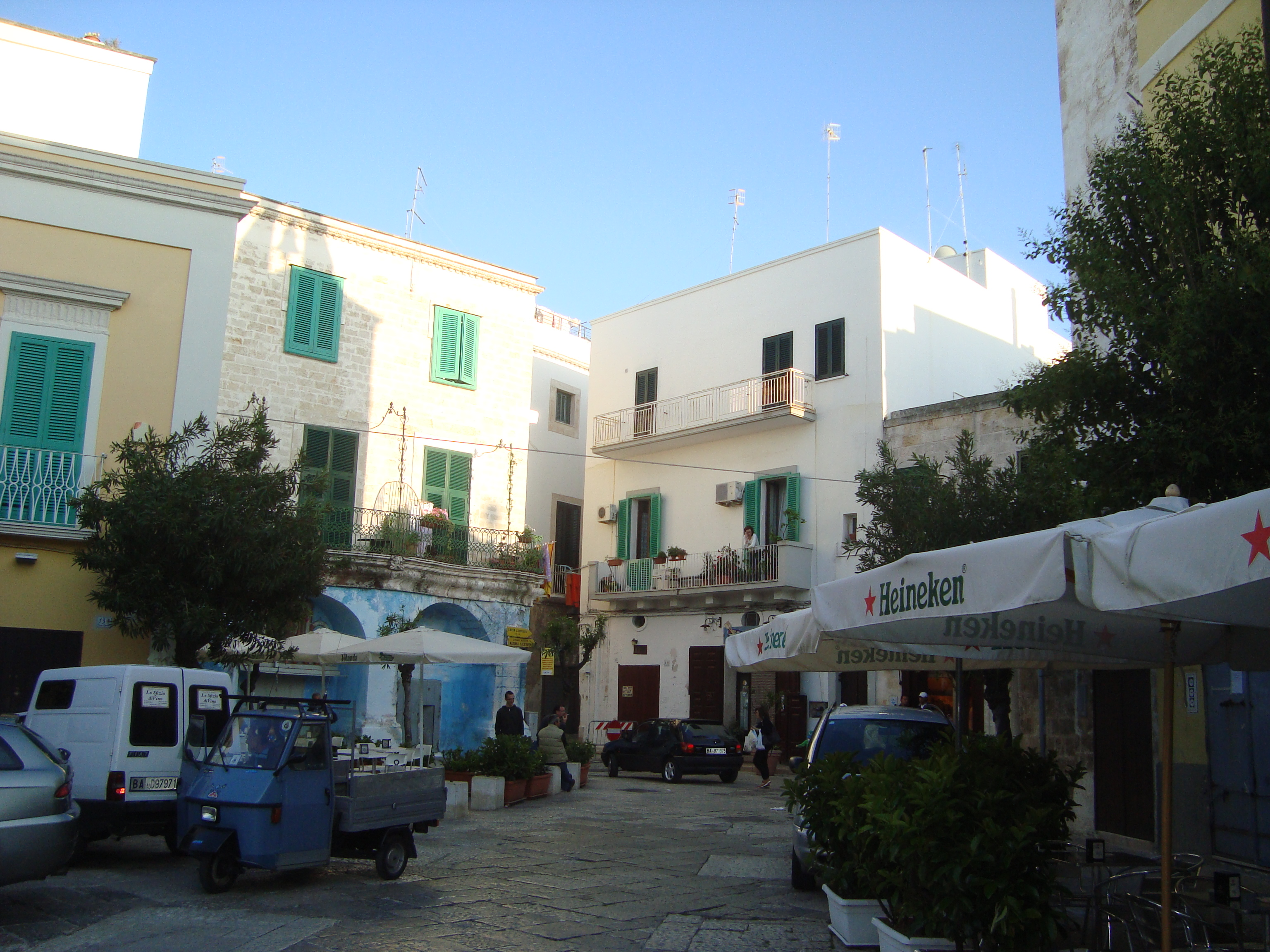
Piazza G. Garibaldi
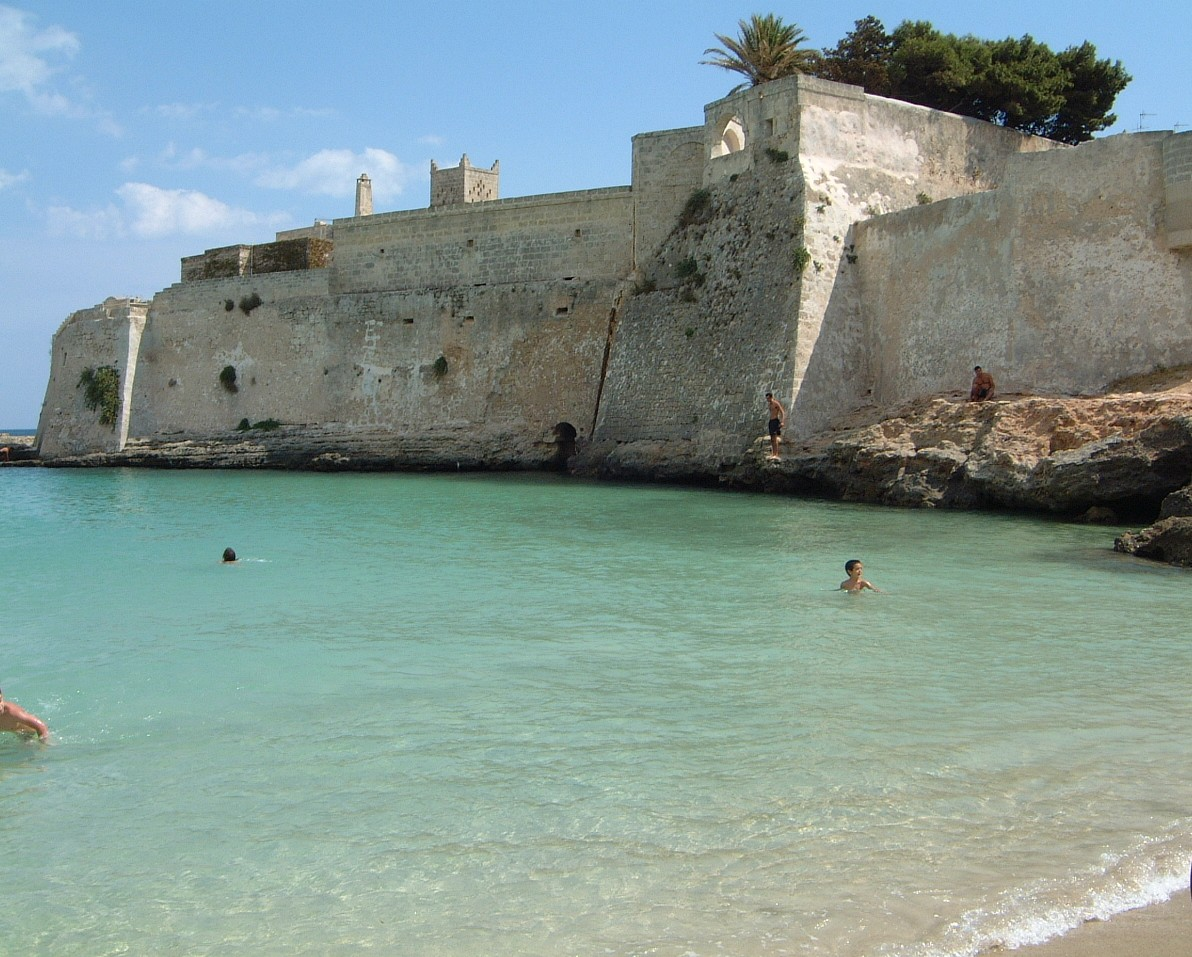
pevnost S. Stefano